# خامه ترش

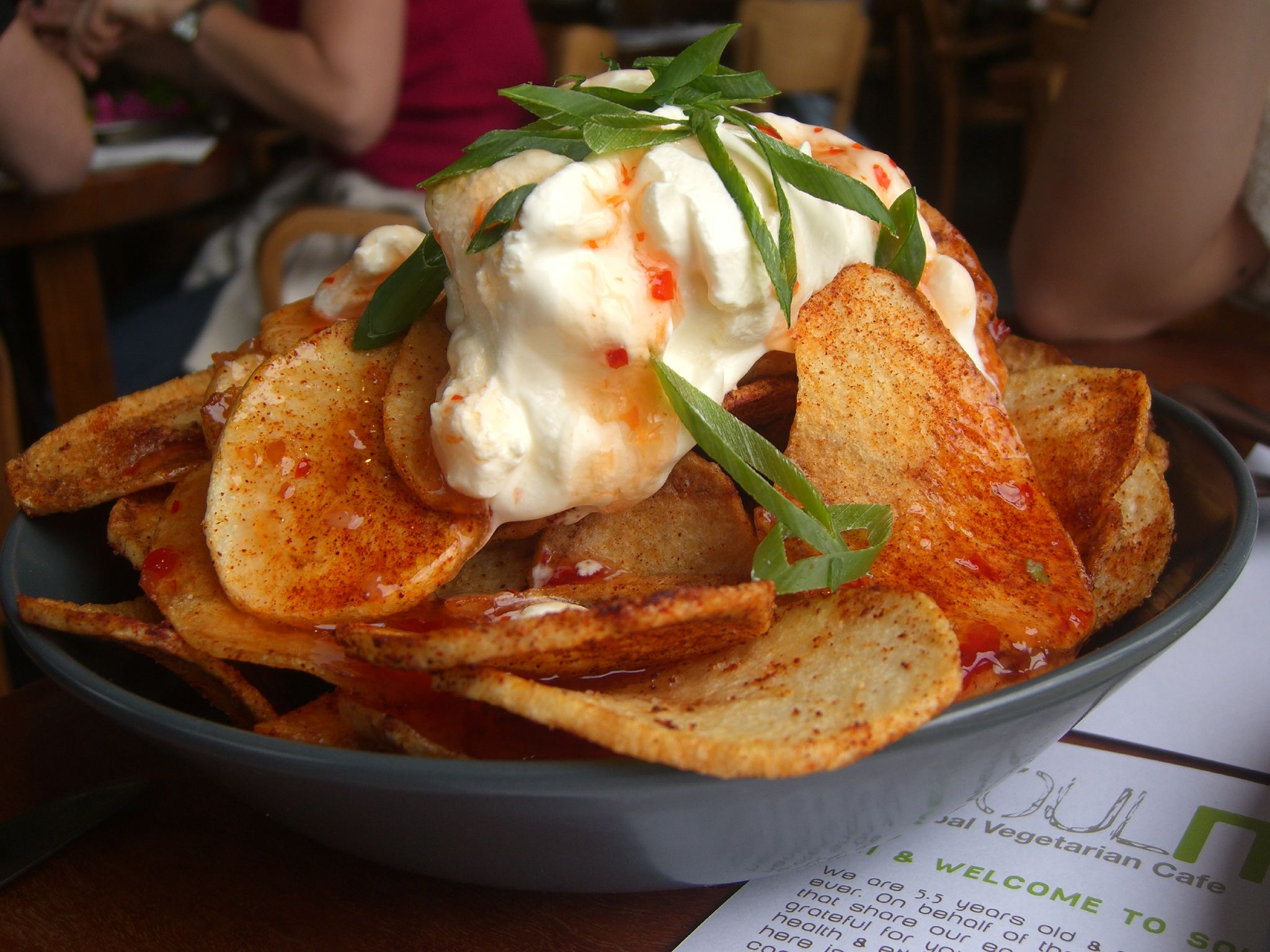
سیب زمینی با خامه ترش و سس چیلی.

خامه ترش یک فراورده لبنی است که از تخمیر خامه معمولی، توسط نوعی خاص از باکتری که سبب ایجاد اسید لاکتیک در خامه (معمولی) می‌شود، تولید می‌گردد. کشت باکتری در فرایند مذکور که سبب ترش و غلیظ شدن خامه می‌گردد می‌تواند به صورت طبیعی یا با دخالت عامل انسانی صورت گیرد. نام این نوع خامه از تولید اسید لاکتیک در نتیجه تخمیر باکتری، منشأ می‌گیرد که فرایند ترش شدن نامیده می‌شود. طعم و مزه این نوع خامه، ترش ملایم است.